# EFL Championship
Football League Championship (dawniej Football League First Division) – angielska profesjonalna liga piłki nożnej, która znajduje się na drugim poziomie rozgrywek piłkarskich w Anglii i pełni funkcję bezpośredniego zaplecza Premier League. W sezonie 2024/2025 występują w niej 24 zespoły. Po zakończeniu sezonu bezpośrednio do Premier League awansują 2 drużyny, kolejne 4 (trzecia drużyna w tabeli z szóstą oraz czwarta z piątą) rozgrywają między sobą mecze barażowe (mecz i rewanż), o awans walczą zwycięzcy dwumeczu, rozgrywając jedno spotkanie na boisku neutralnym. 3 ostatnie kluby spadają do League One.

## Zespoły w sezonie 2023/2024
| Klub                      | Końcowe lokaty w sezonie 2022/2023         |
| ------------------------- | ------------------------------------------ |
| Birmingham City F.C.      | 17.                                        |
| Blackburn Rovers F.C.     | 7.                                         |
| Bristol City F.C.         | 14.                                        |
| Cardiff City F.C.         | 21.                                        |
| Coventry City F.C.        | 5.                                         |
| Huddersfield Town F.C.    | 18.                                        |
| Hull City F.C.            | 15.                                        |
| Ipswich Town F.C.         | 2. awans z League One (2022/2023)          |
| Leeds United F.C          | 19. spadek z Premier League (2022/2023)    |
| Leicester City F.C.       | 18. spadek z Premier League (2022/2023)    |
| Middlesbrough F.C.        | 4.                                         |
| Millwall F.C.             | 8.                                         |
| Norwich City F.C.         | 13.                                        |
| Plymouth Argyle F.C.      | 1. awans z League One (2022/2023)          |
| Preston North End F.C.    | 12.                                        |
| Queens Park Rangers F.C.  | 20.                                        |
| Rotherham United F.C.     | 19.                                        |
| Sheffield Wednesday F.C.  | 3. awans z play-off League One (2022/2023) |
| Southampton F.C.          | 20. spadek z Premier League (2022/2023)    |
| Stoke City F.C.           | 16.                                        |
| Sunderland A.F.C.         | 6.                                         |
| Swansea City F.C.         | 10.                                        |
| Watford F.C.              | 11.                                        |
| West Bromwich Albion F.C. | 9.                                         |

## Zwycięzcy Football League Championship
| Sezon     | Zwycięzca                   | Wicemistrz             | Zwycięzca play-offów |
| --------- | --------------------------- | ---------------------- | -------------------- |
| 2004/2005 | Sunderland                  | Wigan Athletic         | West Ham United      |
| 2005/2006 | Reading                     | Sheffield United       | Watford              |
| 2006/2007 | Sunderland (2)              | Birmingham City        | Derby County         |
| 2007/2008 | West Bromwich Albion        | Stoke City             | Hull City            |
| 2008/2009 | Wolverhampton Wanderers     | Birmingham City        | Burnley              |
| 2009/2010 | Newcastle United            | W.B.A.                 | Blackpool            |
| 2010/2011 | Q.P.R.                      | Norwich City           | Swansea City         |
| 2011/2012 | Reading (2)                 | Southampton            | West Ham United      |
| 2012/2013 | Cardiff City                | Hull City              | Crystal Palace       |
| 2013/2014 | Leicester City              | Burnley                | Q.P.R.               |
| 2014/2015 | Bournemouth                 | Watford                | Norwich City         |
| 2015/2016 | Burnley                     | Middlesbrough          | Hull City            |
| 2016/2017 | Newcastle United (2)        | Brighton & Hove Albion | Huddersfield Town    |
| 2017/2018 | Wolverhampton Wanderers (2) | Cardiff City           | Fulham               |
| 2018/2019 | Norwich City                | Sheffield United       | Aston Villa          |
| 2019/2020 | Leeds United                | W.B.A.                 | Fulham               |
| 2020/2021 | Norwich City (2)            | Watford                | Brentford            |
| 2021/2022 | Fulham                      | Bournemouth            | Nottingham Forest    |
| 2022/2023 | Burnley (2)                 | Sheffield United       | Luton Town           |
| 2023/2024 | Leicester City (2)          | Ipswich Town           | Southampton          |
| 2024/2025 | Leeds United (2)            | Burnley                | Sunderland           |

## Wyniki play-offów
| Sezon     | Półfinał (1. mecz)                                                             | Półfinał (rewanż) | Finał                                                                      |
| --------- | ------------------------------------------------------------------------------ | --- | -------------------------------------------------------------------------- |
| 2004/2005 | Preston North End 2–0 Derby County West Ham United 2–2 Ipswich Town            | Derby County 0–0 Preston North End Ipswich Town 0–2 West Ham United                                                       | West Ham United 1–0 Preston North End                                      |
| 2005/2006 | Leeds United 1–1 Preston North End Crystal Palace 0–3 Watford                  | Preston North End 0–2 Leeds United Watford 0–0 Crystal Palace                                                             | Leeds United 0–3 Watford                                                   |
| 2006/2007 | Southampton 1–2 Derby County Wolverhampton Wanderers 2–3 West Bromwich Albion  | Derby County 2–3 Southampton (Derby wygrało 4:3 w rzutach karnych) West Bromwich Albion 1–0 Wolverhampton Wanderers       | Derby County 1–0 West Bromwich Albion                                      |
| 2007/2008 | Crystal Palace 1–2 Bristol City Watford 2–3 Hull City                          | Bristol City 2–1 Crystal Palace (po dogrywce) Hull City 4–1 Watford                                                       | Bristol City 0–1 Hull City                                                 |
| 2008/2009 | Preston North End 1–1 Sheffield United Burnley 1–0 Reading                     | Sheffield United 1–0 Preston North End Reading 0–2 Burnley                                                                | Sheffield United 0–1 Burnley                                               |
| 2009/2010 | Blackpool 2–1 Nottingham Forest Leicester City 0–1 Cardiff City                | Nottingham Forest 3–4 Blackpool Cardiff City 2–3 Leicester City (Cardiff wygrało 4:3 w rzutach karnych)                   | Blackpool 3–2 Cardiff City                                                 |
| 2010/2011 | Nottingham Forest 0–0 Swansea City Reading 0–0 Cardiff City                    | Swansea City 3–1 Nottingham Forest Cardiff City 0–3 Reading                                                               | Reading 2–4 Swansea City                                                   |
| 2011/2012 | Cardiff City 0–2 West Ham United Blackpool 1–0 Birmingham City                 | West Ham United 3–0 Cardiff City Birmingham City 2–2 Blackpool                                                            | Blackpool 1–2 West Ham United                                              |
| 2012/2013 | Leicester City 1–0 Watford Crystal Palace 0–0 Brighton & Hove Albion           | Watford 3–1 Leicester City Brighton & Hove Albion 0–2 Crystal Palace                                                      | Crystal Palace 1–0 Watford (po dogrywce)                                   |
| 2013/2014 | Brighton & Hove Albion 1–2 Derby County Wigan Athletic 0–0 Queens Park Rangers | Derby County 4–1 Brighton & Hove Albion Queens Park Rangers 2–1 Wigan Athletic (po dogrywce)                              | Derby County 0–1 Queens Park Rangers                                       |
| 2014/2015 | Brentford 1–2 Middlesbrough Ipswich Town 1–1 Norwich City                      | Middlesbrough 3–0 Brentford Norwich City 3–1 Ipswich Town                                                                 | Middlesbrough 0–2 Norwich City                                             |
| 2015/2016 | Sheffield Wednesday 2–0 Brighton & Hove Albion Derby County 0–3 Hull City      | Brighton & Hove Albion 1–1 Sheffield Wednesday Hull City 0–2 Derby County                                                 | Hull City 1–0 Sheffield Wednesday                                          |
| 2016/2017 | Fulham 1–1 Reading Huddersfield Town 0–0 Sheffield Wednesday                   | Reading 1-0 Fulham Sheffield Wednesday 1-1 Huddersfield Town (Huddersfield wygrało 4:3 w rzutach karnych)                 | Huddersfield Town 0-0 Reading (Huddersfield wygrało 4:3 w rzutach karnych) |
| 2017/2018 | Derby County 1-0 Fulham Middlesbrough 0-1 Aston Villa                          | Fulham 2–0 Derby County Aston Villa 0–0 Middlesbrough                                                                     | Aston Villa 0-1 Fulham                                                     |
| 2018/2019 | Derby County 0–1 Leeds United Aston Villa 2–1 West Bromwich Albion             | Leeds United 2-4 Derby County West Bromwich Albion 1-0 Aston Villa (Aston Villa wygrało 4:3 w rzutach karnych)            | Aston Villa 2-1 Derby County                                               |
| 2019/2020 | Swansea City 1–0 Brentford Cardiff City 0–2 Fulham                             | Brentford 3-1 Swansea City Fulham 1-2 Cardiff City                                                                        | Brentford 1-2 Fulham (po dogrywce)                                         |
| 2020/2021 | Bournemouth 1–0 Brentford Barnsley 0–1 Swansea City                            | Brentford 3-1 Bournemouth Swansea City 1-1 Barnsley                                                                       | Brentford 2-0 Swansea City                                                 |
| 2021/2022 | Luton Town 1–1 Huddersfield Town Sheffield United 1–2 Nottingham Forest        | Huddersfield Town 1-0 Luton Town Nottingham Forest 1-2 Sheffield United (Nottingham Forest wygrało 3:2 w rzutach karnych) | Huddersfield Town 0-1 Nottingham Forest                                    |
| 2022/2023 | Sunderland 2–1 Luton Town Coventry City 0–0 Middlesbrough                      | Luton Town 2-0 Sunderland Middlesbrough 0-1 Coventry City                                                                 | Luton Town 1-1 Coventry City (Luton Town wygrało 6:5 w rzutach karnych)    |
| 2023/2024 | Norwich City 0–0 Leeds United West Bromwich Albion 0–0 Southampton             | Leeds United 4-0 Norwich City Southampton 3-1 West Bromwich Albion                                                        | Leeds United 0-1 Southampton                                               |
| 2024/2025 | Bristol City 0–3 Sheffield United Coventry City 1–2 Sunderland                 | Sheffield United 3–0 Bristol City Sunderland 1–1 Coventry City (po dogrywce)                                              | Sheffield United 1–2 Sunderland                                            |

## Zespoły zdegradowane
| Sezon     | Kluby                                                      |
| --------- | ---------------------------------------------------------- |
| 2004/2005 | Gillingham, Nottingham Forest, Rotherham United            |
| 2005/2006 | Crewe Alexandra, Millwall, Brighton & Hove Albion          |
| 2006/2007 | Southend United, Luton Town, Leeds United                  |
| 2007/2008 | Leicester City, Scunthorpe United, Colchester United       |
| 2008/2009 | Norwich City, Southampton FC, Charlton Atlethic            |
| 2009/2010 | Sheffield Wednesday, Plymouth Argyle, Peterborough United  |
| 2010/2011 | Preston North End, Scunthorpe United, Sheffield United     |
| 2011/2012 | Portsmouth, Coventry City, Doncaster Rovers                |
| 2012/2013 | Peterborough United, Wolverhampton Wanderers, Bristol City |
| 2013/2014 | Doncaster Rovers, Barnsley, Yeovil Town                    |
| 2014/2015 | Millwall, Wigan Athletic, Blackpool                        |
| 2015/2016 | Charlton Athletic, Milton Keynes Dons, Bolton Wanderers    |
| 2016/2017 | Blackburn Rovers, Wigan Athletic, Rotherham United         |
| 2017/2018 | Barnsley, Burton Albion, Sunderland                        |
| 2018/2019 | Rotherham United, Bolton Wanderers, Ipswich Town           |
| 2019/2020 | Charlton Athletic, Wigan Athletic, Hull City               |
| 2020/2021 | Wycombe Wanderers, Rotherham United, Sheffield Wednesday   |
| 2021/2022 | Peterborough United, Derby County, Barnsley                |
| 2022/2023 | Reading, Blackpool, Wigan Athletic                         |
| 2023/2024 | Birmingham City, Huddersfield Town, Rotherham United       |
| 2024/2025 | Luton Town, Plymouth Argyle, Cardiff City                  |

## Najlepsi strzelcy
| Sezon     | Zawodnik (klub)                                               | Bramki |
| --------- | ------------------------------------------------------------- | ------ |
| 2004/2005 | Nathan Ellington (Wigan Athletic)                             | 24     |
| 2005/2006 | Marlon King (Watford)                                         | 22     |
| 2006/2007 | Jamie Cureton (Colchester United)                             | 23     |
| 2007/2008 | Sylvan Ebanks-Blake (Wolverhampton Wanderers)                 | 23     |
| 2008/2009 | Sylvan Ebanks-Blake (Wolverhampton Wanderers)                 | 25     |
| 2009/2010 | Peter Whittingham (Cardiff City) Nicky Maynard (Bristol City) | 20     |
| 2010/2011 | Danny Graham (Watford)                                        | 24     |
| 2011/2012 | Rickie Lambert (Southampton)                                  | 27     |
| 2012/2013 | Glenn Murray (Crystal Palace)                                 | 30     |
| 2013/2014 | Ross McCormack (Leeds United)                                 | 28     |
| 2014/2015 | Daryl Murphy (Ipswich Town)                                   | 27     |
| 2015/2016 | Andre Gray (Burnley)                                          | 25     |
| 2016/2017 | Chris Wood (Leeds United)                                     | 27     |
| 2017/2018 | Matej Vydra (Derby County)                                    | 21     |
| 2018/2019 | Teemu Pukki (Norwich City)                                    | 29     |
| 2019/2020 | Aleksandar Mitrović (Fulham)                                  | 26     |
| 2020/2021 | Ivan Toney (Brentford)                                        | 31     |
| 2021/2022 | Aleksandar Mitrović (Fulham)                                  | 43     |
| 2022/2023 | Chuba Akpom (Middlesbrough)                                   | 28     |
| 2023/2024 | Sammie Szmodics (Blackburn Rovers)                            | 27     |
| 2024/2025 | Joel Piroe (Leeds United)                                     | 19     |